# Niki Fürstauer
Nicolas „Niki“ Fürstauer (arabisch نيكولاس "نيكي" فورستاور, DMG Nikulas "Niki" Furstawar; * 18. Juli 1980) ist ein ehemaliger österreichisch-libanesischer Skirennläufer. Er startete hauptsächlich in den technischen Disziplinen Riesenslalom und Slalom.

## Karriere
Fürstauer kam bereits früh mit dem Skisport in Verbindung. Sein Vater Hannes leitete das Organisationskomitee der Alpine Skiweltmeisterschaften 1991 in Saalbach-Hinterglemm.
Sein internationales Renndebüt feierte er am 22. August 1995 beim FIS Riesenslalom von Thredbo. Aufgrund ausbleibender Erfolge entschloss sich Fürstauer mit dem Ende der Saison 2000/01 zu einem Verbandswechsel und trat von da an für den libanesischen Skiverband an. Sein erstes Rennen unter libanesischer Flagge bestritt er am 15. November 2001 in Loveland, Utah.
Am 13. Januar 2002 gab Fürstauer sein Weltcupdebüt beim Slalom des berühmten Lauberhornrennen. Jedoch konnte er sich nicht für den zweiten Durchgang qualifizieren. In derselben Saison startete er auch erstmals bei einem internationalen Großereignis. Bei den Olympischen Winterspielen von Salt Lake City schied Fürstauer jedoch im zweiten Durchgang des Slaloms aus. 
Im darauffolgenden Jahr erzielte Fürstauer einen Achtungserfolg, als er bei der Winter-Universiade im italienischen Tarvis den vierten Platz im Slalom belegte. Die Bronzemedaille verpasste er dabei um nur zwei Zehntelsekunden. Eine weitere Steigerung folgte bei den Winter-Asienspielen in Aomori. Nach Silber im Slalom konnte er den Riesenslalom für sich entscheiden. Es waren dies die ersten Medaillen für den Libanon bei Winter-Asienspielen.
Bei den Weltmeisterschaften des gleichen Jahres in St. Moritz konnte Fürstauer diesen Erfolg nicht wiederholen. Im Slalom schied er im ersten Durchgang aus, im Riesenslalom trat er zum zweiten Durchgang nicht mehr an.
Danach trat er noch vereinzelt bei Europacup bzw. FIS-Rennen an, konnte jedoch keine weiteren nennenswerten Erfolge erzielen. Seine letzten Rennen bestritt Fürstauer bei den österreichischen Meisterschaften im März 2003.

## Erfolge

### Olympische Winterspiele
- Salt Lake City 2002: DNF Slalom

### Weltmeisterschaften
- St. Moritz 2003: DNF Slalom, DNS Riesenslalom

### Europacup
- 2 Platzierungen unter den besten 30

### Australian New Zealand Cup
- 2 Platzierungen unter den besten 15

### Nor-Am Cup
- 2 Platzierungen unter den besten 15

### Universiade
- Tarvis 2003: 4. Slalom